# محمد اليمني الناصري
محمد اليمني الناصري شاعر ولد في الرباط في المغرب عام 1891 وتوفي عام 1971 في المدينة المنورة.

## أعماله
- ضرب نطاق الحصار على أصحاب نهاية الانكسار
- ديوان اليمني الناصري